# منتخب إسبانيا ب لكرة القدم
منتخب إسبانيا ب لكرة القدم (بالإسبانية: Selección de fútbol de España B)‏ هو فريق ثانوي، يعمل أحيانًا كداعم للمنتخب الإسباني لكرة القدم. لعبوا مباريات عديدة ضد منتخبات ثانوية أخرى «ب» من الاتحادات الأخرى من 1949 إلى 1981.

## روابط خارجية
- La Selección Española y sus Entradas